# Явір-2000
Явір-2000 — українська недержавна група охоронних компаній. Є однією з найбільших охоронних структур в Україні.

## Історія
Заснована у 2000 році у місті Полтава, для охорони власних об'єктів. У тому ж році отримала охоронну ліцензію. 
2002 року придбано перший пульт централізованого нагляду, 
У 2004 року відкрито представництво у Кременчуці
У 2008 року компанія почала займатися супроводженням вантажів.
У 2012 почато розробку власного охоронного обладнання
У 2013 року створено компанію «Явір-Техностиль»
У 2016 році створено компанію «Явір-Пласт», а 2018 року — «Явір-380».
У 2018—2019 роках у Полтаві під'єднано до мережі систему "Безпечне місто з 317 камер відеоспостереження.
Власник — Лихожон Євгеній Анатолійович

## Виробництво
Компанія «Явір-Техностиль», виробляє спецодяг та спецвзуття для охоронців. 
Веде розробку власного охоронного обладнання, зокрема перший розроблений прилад — YAVIR GSM.
У співпраці з компанією Ajax створнено лінійку охоронного обладнання Yavir Hub. 

## Відзнаки
Компанію нагороджено відзнакою «Компанія року» за версією галузево-аналітичного центру